# Stuk!
Stuk! is een Nederlandse speelfilm van filmregisseur Steven de Jong, gebaseerd op een gelijknamig boek van Judith Visser. De film werd in de herfst van 2013 opgenomen. Het scenario schreef De Jong samen met Dick van den Heuvel.

## Verhaal
Elizabeth (Lizzy) (18) staat elke dag met tegenzin op, ervan fantaserend dat ze wakker is geworden naast Alec, een jongen van haar school. In werkelijkheid heeft hij een relatie met de slanke Riley en heeft hij amper tot geen contact met haar. Elizabeth zelf is mollig. Dat gegeven wordt haar iedere dag zo hatelijk mogelijk ingewreven door haar klasgenoot Sabina. Zij en haar vrienden Jeremy en Sebastiaan laten geen dag voorbijgaan zonder Elizabeth zowel verbaal als fysiek te belagen. Dit uit zich in scheldpartijen en beledigingen, maar ook in kapotgesneden fietsbanden, opengeknipte kleren, vernederingen, op haar lijf uitgedrukte sigaretten en een poging tot verkrachting op het toilet.
Elizabeth voelt zich thuis ook niet gelukkig. Haar ouders zijn gescheiden en haar vader woont inmiddels in de Verenigde Staten met zijn nieuwe partner. Haar moeder is zelden thuis omdat ze overdag werkt en 's avonds altijd wel ergens heen moet. Broers of zussen heeft Elizabeth niet. Haar avondeten bestaat dan ook vaker wel dan niet uit een bestelde pizza, waar haar moeder geld voor achterlaat. Over de pesterijen op school, vertelt ze haar moeder niets.
Elizabeth gaat om met haar situatie door zich tegoed te doen aan chips en snoep, zichzelf te snijden en zich meer en meer terug te trekken in fantasieën. Nadat een onderzoek naar de moord op een meisje in haar woonplaats in het nieuws komt en ze bij toeval naast Riley in een bushokje plaatsneemt, krijgt Elizabeth een idee. In haar beleving acht ze het goed mogelijk dat ze langzaam maar zeker Rileys plaats in kan nemen als ze haar laat verdwijnen. Hun leraar Michael de Boer vermoedt wel dat er iets speelt onder zijn leerlingen, maar heeft net iets meer aandacht voor de aanwezigheid van rechercheur Saar Beerman in het plaatsje.

## Rolverdeling
- Jackie van Parijs - Elizabeth
- Elodie Hooftman - Riley
- Leo de Jong - Alec
- Yolanthe Sneijder-Cabau - Saar Beerman
- Ilyas Incesulu - Jeremy
- Cas Jansen - Michael de Boer
- Rense Westra - Fedde Gerlofs Donia
- Sanneke Bos - Moeder van Elizabeth
- Steven de Jong - Vader van Elizabeth
- Pleuni Touw - Oma van Elizabeth
- Tatum Dagelet - Directrice Emans
- Yldau de Boer - Sabina
- Rick van Elk - Sebastiaan
- Amin Ait Bihi - Cliften
- Mees Bink - Jurgen
- Rosalinde den Outer - Manon
- Nick Golterman - Iwan
- Hugo Metsers - Barkeeper
- Judith Visser - Winkelklant (cameo)

## Productie
De film werd in de periode november-december 2013 opgenomen in Rotterdam, Sneek en Morra. Iris Kroes maakte de titelsong Look Up Lizzy. Ilyas Incesulu, die Jeremy speelt in de film, maakte met zijn groep (Ily & Rikardo, Steazzy) het nummer onder de aftiteling.

## Trivia
- Judith Visser, schrijfster van het gelijknamige boek, heeft een cameo in de film.[6]